# Psyco (Samuele Bersani)
Psyco è un singolo del cantante italiano Samuele Bersani, pubblicato il 31 marzo 2012 come secondo estratto dalla raccolta Psyco - 20 anni di canzoni.

## Descrizione
Il testo parla soprattutto di incomunicabilità, di un percorso interiore che, iniziato prima con “analista sordomuto”, poi con uno “logorroico”, porta finalmente ad una via d'uscita.

## Video musicale
Il videoclip, diretto da Masbedo, Niccolò Masazza e Jacopo Bedogni, è stato pubblicato in concomitanza con il lancio del singolo sul canale YouTube del cantante. Il video, ambientato a Berlino, racconta la storia di un uomo e una donna che non riescono mai a trovarsi e sfuggono nei meandri della città.